# Tukdam
Le tukdam (ou thukdam – tibétain : ཐུགས་དམ, Wylie : thugs dam, mot honorifique tibétain signifiant méditation) est un état spirituel rare de profonde transe méditative dans lequel peuvent rester pendant plusieurs jours des personnes déclarées cliniquement décédées mais dont le corps ne présente aucun signe de décomposition.
Dans les croyances du bouddhisme tibétain, certains moines qui ont une pratique avancée de la méditation sur la nature de l'esprit ou sur la vacuité sont capables de rester en état méditatif jusque dans la mort. La conscience éveillée des méditants en état de tukdam empêcherait la décomposition du corps.
Le tukdam a fait l'objet de recherches notamment en Inde par le neuroscientifique américain Richard Davidson avec le soutien du dalaï-lama.

## Dans le bouddhisme
Dans la tradition bouddhiste tibétaine, le tukdam est un phénomène rare mais normal observé sur chez des moines pratiquants la méditation à haut niveau. Les bouddhistes l'assimilent à un processus de méditation après la mort, pendant lequel l’esprit reste lié au corps et ne s'en détache que progressivement.
Les processus physiologiques habituels de la mort seraient suspendus, la peau restant souple et la région du cœur semblant rester chaude.
La conscience des méditants resterait éveillée, ce qui retarderait la décomposition du cadavre et lui permettrait de conserver sa fraîcheur jusqu'à deux à trois semaines[réf. souhaitée].

## Constatations médicales
Après sa mort, Rangjung Rigpe Dorje, le 16e karmapa, demeura 3 jours en état de tukdam sur son lit d’hôpital. Le docteur Ranulfo Sanchez, chirurgien de l'hôpital américain de Zion, mentionne que 36 heures après le décès, la région du cœur du karmapa était encore chaude, ce qui est mentionné encore 72 heures après sa mort, sans qu'un médecin puisse l'expliquer.

## Études scientifiques

### Étude de Richard Davidson
Lors de sa mort, en Inde, le 14 septembre 2008, le moine Lobsang Nyima Pal Sangpo resta 18 jours dans un état méditatif de thukdam qui fut étudié par le docteur Tenzin Namdul du Men Tsee Khang et le docteur Yangzom Dolkar de l'hôpital Delek, dans le cadre d'une étude en collaboration avec le laboratoire du neuroscientifique Richard Davidson à l'université du Wisconsin à Madison, sur les conseils du dalaï-lama. Les médecins évaluèrent les effets du thukdam en mesurant l'EEG, l'ECG et la température corporelle lors de cet état.
En août 2014, Richard Davidson a pu observer le phénomène lors du décès de son ami moine guéshé Lhundub Sopa. Avec le soutien du dalaï-lama, considérant que le bouddhisme et la science, par des approches différentes, poursuivent le même objectif de recherche de la vérité, il a lancé le projet The Thukdam Project pour étudier ces cas étranges chez les méditants bouddhistes et dont le premier rapport a été publié en janvier 2021 dans la revue scientifique Frontiers in Psychology. Aucune activité électroencéphalographique n'a été détectée chez 13 moines en état de tukdam décédés depuis au moins 26 heures.

### Étude de Svyatoslav Medvedev
Le fondateur et ancien directeur de l'Institut Bekhtereva du cerveau humain de l'Académie russe des sciences (ru) Svyatoslav Medvedev (ru) étudie également l'état de thukdam, en Inde et à Saint Petersbourg.

### Étude à Taïwan
Geshe Jampa Gyatso, un érudit bouddhiste tibétain et ancien prisonnier politique, meurt le 14 juillet 2020, et semble rester en phase méditative de thukdam pendant plusieurs jours. Ting-kuo Lee a dirigé une équipe de recherche de l'Academia Sinica pour entreprendre le premier examen scientifique de Geshe Jampa Gyatso le 24 juillet. Une équipe de l'université de Taïwan a enregistré une activité significative neuronale, voire cérébrale.